# Mihai Eminescu
Mihai Eminescu, pseudonimo di Mihail Eminovici (Botoșani, 15 gennaio 1850 – Bucarest, 15 giugno 1889), è stato un poeta, filologo, scrittore, giornalista e politico rumeno.
Scrittore tardo-romantico, è il più noto poeta rumeno. Le sue opere più famose includono Luceafărul (Espero), Mai am un singur dor (Mi resta un solo desiderio), e le cinque Scrisori (Lettere).
Attivo nella società letteraria Junimea, fu un membro di spicco del Partito Conservatore Rumeno. Fu, anche, "Redattore capo" del quotidiano Timpul (Il Tempo) di Bucarest e giornalista del Curierul de Iași (Il Corriere di Iași) dell'omonima città.

## Biografia

### Primi anni
Suo padre si chiamava Gheorghe Eminovici e proveniva da Călinești, all'epoca un villaggio della provincia austriaca della Bucovina. Egli attraversò il confine con la Moldavia, stabilendosi nei pressi della città di Botoșani. Si sposò con Raluca Iurăscu, erede di una vecchia famiglia aristocratica moldava.
Mihail era il settimo di undici figli. Passò la sua infanzia tra Botoşani e Ipoteşti, nella casa di famiglia dei genitori. Dal 1858 al 1866 frequentò le scuole a Cernăuţi (Cernoviz, all'epoca parte dell'Impero austro-ungarico, oggi in Ucraina). Terminò il quarto grado classificandosi quinto su 82 studenti, dopo di che frequentò per due anni il ginnasio; dove ottenne il voto massimo in lingue ma insufficiente in matematica, egli si giustificò dicendo che il suo allontanamento dalla matematica era dato dai modi violenti con cui li veniva insegnata
Le prime tracce dell'Eminescu scrittore risalgono al 1866. Nel gennaio di quell'anno il professore di rumeno Aron Pumnul, che era infatti anche il suo professore, morì e i suoi studenti pubblicarono un pamphlet, Lăcrămioarele invăţăceilor gimnaziaşti (Lacrime degli studenti del ginnasio) nel quale appariva una poesia intitolata La mormântul lui Aron Pumnul (Alla tomba di Aron Pumnul) firmato "M. Eminovici". Il 25 febbraio la sua poesia De-aş avea venne pubblicata nella rivista letteraria Familia, di Iosif Vulcan, a Oradea (Romania). Questo episodio diede il via ad una serie di poesie pubblicate (e di occasionali traduzioni dal tedesco). Fu inoltre Iosif Vulcan, che non amava il suffisso slavo "-ici" del giovane poeta, a scegliergli il più appropriato nome d'arte romeno di Mihai Eminescu.
In seguito lasciò gli studi e nel 1867 Eminescu si unì alla compagnia di Iorgu Caragiale come impiegato e suggeritore; l'anno seguente si spostò nella compagnia di Mihail Pascaly. Entrambe erano tra le principali compagnie teatrali romene dell'epoca, della seconda facevano parte anche Matei Millo e Fanny Tardini-Vlădicescu.
Questi furono anni di conoscenze dove viaggiò in giro per la Romania, compiendo anche un pellegrinaggio in Transilvania; cercò di ricominciare gli studi ma non fu accettato per mancanza di posti.
Eminescu si stabilì ben presto a Bucarest, dove alla fine di novembre divenne impiegato e copista per il Teatro Nazionale. Durante questo periodo continuò a scrivere e pubblicare poesie. Si pagava inoltre l'affitto traducendo centinaia di pagine di un libro di Enric Theodor Rotscher, anche se questo lavoro non produsse mai un'opera completa. Sempre in questo periodo iniziò il suo romanzo Geniu pustiu (Genio desolato).
Il 1º aprile 1869 fu cofondatore del circolo letterario "Orient", i cui interessi comprendevano la raccolta di fiabe, poesie popolari, e documenti relativi alla storia letteraria della Romania. Il 29 giugno, diversi membri di "Orient" vennero incaricati di recarsi in diverse province. Eminescu venne assegnato alla Moldavia. In quell'estate, incontrò per caso suo fratello Iorgu, che era un ufficiale dell'esercito romeno, nei Giardini di Cişmigiu, ma respinse fermamente gli inviti di Iorgu a riallacciare i legami con la famiglia.
Sempre nell'estate del 1869, Eminescu lasciò la compagnia di Pascaly e si recò in viaggio a Cernăuţi e Iași. Qui riprese i contatti con la sua famiglia e il padre gli promise una diaria che gli permettesse di proseguire gli studi a Vienna in autunno. Come sempre, egli continuò a scrivere e pubblicare poesie; soprattutto, in occasione della morte dell'ex governatore di Muntenia, Barbu Dimitrie Ştirbey, pubblicò un volantino intitolato Moartea principelui Ştirbey.

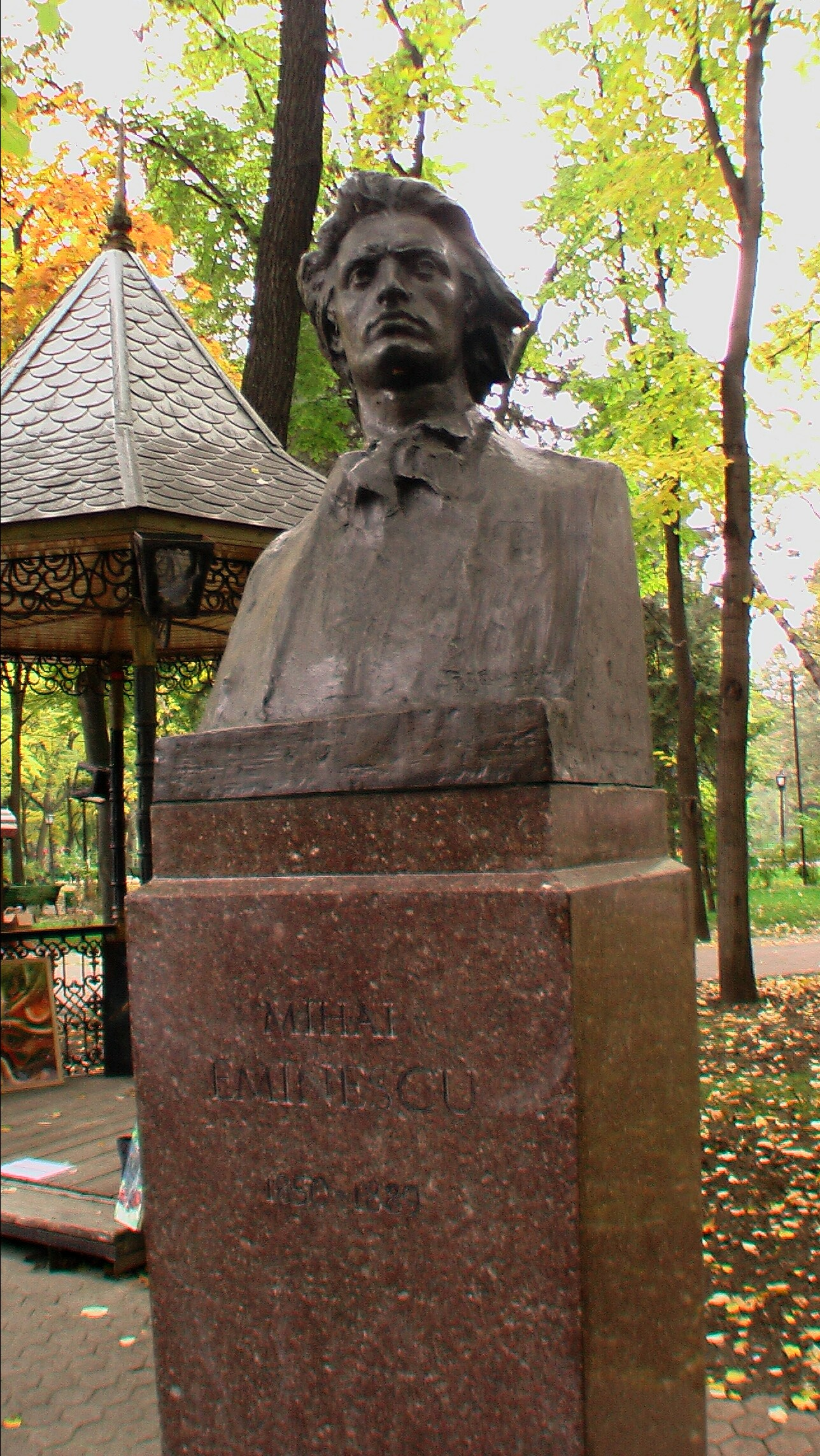
Mihai Eminescu (Chișinău, Moldavia)

### Junimea
Dall'ottobre 1869 al 1872 Eminescu studiò a Vienna. Era considerato uno "studente straordinario" alla Facoltà di Filosofia e Legge dove seguiva i corsi di filosofia, diritto, economia politica e filologia romanza. Attivo nella sua vita studentesca, fece amicizia con Ioan Slavici, e conobbe Vienna grazie a Veronica Micle, con cui avrà una piccola relazione; divenne un contributore di Convorbiri literare (Conversazioni Letterarie), edito dalla Junimea (dal romeno june -"giovane"). I capi di questa organizzazione culturale, Petre P. Carp, Vasile Pogor, Theodor Rosetti, Iacob Negruzzi e Titu Maiorescu, esercitarono la loro influenza politica e culturale su Eminescu per il resto della sua vita.
Nel 1870 scrisse tre articoli con lo pseudonimo di "Varro" sul Federaţiunea, a Pest, sulla situazione dei romeni e delle altre minoranze dell'Impero austro-ungarico, nello stesso anno visitò insieme a un gruppo l'ex-principe Alexandru Ioan Cuza, ritirato a Döbling.
Divenne un giornalista del quotidiano Albina a Pest. Dal 1872 al 1874 continuò i suoi studi a Berlino; la Junimea gli accordò una borsa per permettersi un dottorato in filosofia, frequentò gli studi ma non si presentò agli esami finali, anche se lo prese poi passando i propri documenti a Konigsberg.
Dal 1874 al 1877 lavorò come direttore della Biblioteca Centrale di Iași, come supplente, ispettore scolastico per le contee di Iași e Vaslui, e redattore del quotidiano Curierul de Iași (Il Corriere di Iași). Continuò a pubblicare sul Convorbiri literare. Divenne buon amico di Ion Creangă, che convinse a diventare scrittore e introdusse nella società letteraria Junimea.
A questo periodo risale il famoso Teiul lui Eminescu, un albero nel giardino di Iași dove il poeta si sedeva (oggi diventato il simbolo di Iași).
Nel 1877 si trasferì a Bucarest, dove fino al 1883 fu primo redattore, e quindi (1880) redattore capo del quotidiano Timpul (Il tempo). Durante questo periodo scrisse la maggior parte delle sue poesie Scrisorile, Luceafărul ecc. Comunque, il troppo lavoro di questo periodo fu un male per la sua salute.
Nel giugno 1883, il poeta si ammalò gravemente, e venne internato nell'ospedale del Dott. Şuţu. Nel dicembre 1883, apparve il suo volume Poezii, con una raccolta delle sue poesie ed una prefazione di Titu Maiorescu.

### Gli anni della malattia
Nei suoi ultimi anni, Eminescu soffrì per una psicosi maniaco-depressiva. Nel 1883, in Romania, gli venne diagnosticata la sifilide e George Călinescu scrisse nella biografia del poeta che egli aveva contratto tale malattia sin dai vent'anni; comunque, una differente diagnosi fatta a Vienna, sempre del 1883, menzionava la sua depressione ma non la sifilide. Nel 1884, soggiornò per un po' di tempo sia a Venezia che a Firenze su consiglio medico per una presunta depressione, ma non bastarono le bellezze italiche per scuoterlo dal profondo torpore mentale in cui era ricaduto. Nello stesso anno fece ritorno in Romania e nonostante non avesse fatto nessuna cura apparve in buona salute.
A partire dal 1886, fu curato con alcune iniezioni di mercuriali poiché all'epoca era la terapia d'elezione per la cura della sifilide. A oggi non si sa quanto sia durata la terapia ed è probabile che i disturbi mentali di cui soffriva fossero da ricondurre agli effetti collaterali dei mercuriali che gli sono stati somministrati. Eminescu morì nell'ospedale del Dott. Şuţu a Bucarest, dove era stato ricoverato, intorno alle 4 del mattino del 15 giugno 1889, il suo ultimo desiderio fu un bicchiere di latte, e a quanto pare mentre lo stava ricevendo disse "Sono crollato" (Ultime parole). La sua autopsia venne condotta con scarsa cura e quindi la questione dell'esatta causa della sua morte potrà difficilmente essere chiarita.
La processione funebre avvenne pochi giorni dopo, il corpo fu inizialmente messo nella chiesa Sf. Gheorghe, dove un coro diretto da Bărcănescu esibì una sua poesia, fu poi trasportato fino al luogo dove rimane sepolto oggi.
In alcuni scritti si sostiene che non morì di morte naturale ma fu assassinato. In merito vi sono due ipotesi. La prima sostiene che fu ucciso da un altro paziente anch'esso sofferente di turbe psichiche, la seconda, invece, che fu assassinato per motivi politici in quanto diventato scomodo sia all'Impero Austro-Ungarico che alla Russia e, anche, alle autorità romene del tempo per le sue idee. Alcuni documenti riferiscono che Eminescu faceva parte di un'associazione segreta denominata "Carpați" e per questa ragione era un sorvegliato speciale dei servizi segreti austro-ungarici e russi, secondo altre teorie morì a causa dei suoi dottori, incompetenti e in miseria, che non furono attenti e lo fecero soccombere da effetti collaterali quali Endocardite. Tali ipotesi sulla vera causa della sua morte, però, non sono mai state dimostrate. Mihai Eminescu è sepolto a Bucarest nel Cimitero di Bellu.

## Il nome
Eminovici rumenizza il suo nome in Mihai (Michele). Entrambe le forme dell'antroponimo erano in uso all'epoca di Eminescu, ed egli faceva uso di entrambe. Attualmente viene generalmente indicato come Mihai Eminescu.

## Famiglia
Gli antenati paterni si originavano da un piccolo villaggio situato nel Banat, a quei tempi sotto il controllo ottomano, la famiglia sembra aver avuto origini armene.
Secondo una diceria, il padre sarebbe nipote di un soldato svedese al servizio di re Carlo XII, scappato dopo la battaglia di Poltava.
Si narra di un uomo nato nel 1675, che ricevette il nomignolo di "Eminul", suo figlio a quanto pare si chiamava "Iovul" e perciò il suo nome fu dichiarato come Iovul Iminovici, in seguito, a causa della guerra Austro-Russo-Turca del 1735-1739, Iovul fu esortato a trasferirsi in Blaj, dove continuò la famiglia.
Qualche generazione dopo, Vasile Eminovici (nato nel 1778), si trasferì a Călineștii Cuparencu (Suceava) dopo la separazione della famiglia, egli si sposa e in data 10 febbraio 1812 nasce il figlio Gheorghe (il padre di Eminescu).
La famiglia della madre, Raluca Iurăscu, ha le proprie origini in Chotyn (Ucraina), essendo lei la figlia di Paraschiva Iurăscu e di un certo Donzo (Donțu).
Eminescu era il settimo di una famiglia di 11 figli:
- Șerban (1841-1874), studiò medicina a Vienna ma poi si ammalò di tubercolosi
- Niculae (1843-1884), commetterà il suicidio in Ipotești
- Iorgu (1844-1873), divenne un militare molto rispettato ma prese il raffreddore e morì
- Ruxandra (1845), morì in giovane età
- Ilie (1846-1863), compagno di giochi di Eminescu, morì di tifo
- Maria (1848-1857), morì in giovane età
- Aglae (1852-1906), si sposò ed ebbe 2 figli (Ioan e George), morì dalla malattia Basedow-Graves
- Henrieta (1854-1889), si prese cura di Eminescu nell'ultima parte di vita, morì di tubercolosi
- Vasile (?), morì in giovane età, non si sa nulla
- Matei (1856-1929), continuò la linea familiare fino ai giorni nostri, divenne un militare
  - Gheorghe Eminescu (1890-1988), storico e generale delle forze armate
    - Yolanda Eminescu (1921-1998), giurista e giornalista
      - Roxana Eminescu (1947- ), traduttrice e giornalista

Stemma di famiglia

## Il legame con Leopardi
Una serie di tematiche sono comuni a Eminescu e il poeta recanatese, individuate per prime dal filologo Romeo Lovera: tematiche come il piacere per la letteratura antica, il disprezzo per la dominazione straniera, la morte e lo sgomento cosmico.
Il principale fattore a differenziare i due poeti è il loro stile di vita: mentre Leopardi non intraprese mai una vita movimentata, Eminescu si cimentò in una vita tesa e burrascosa.

Diversa è anche la concezione della natura: per Leopardi è matrigna, per Eminescu è "l'unica amica fedele fino alla morte"

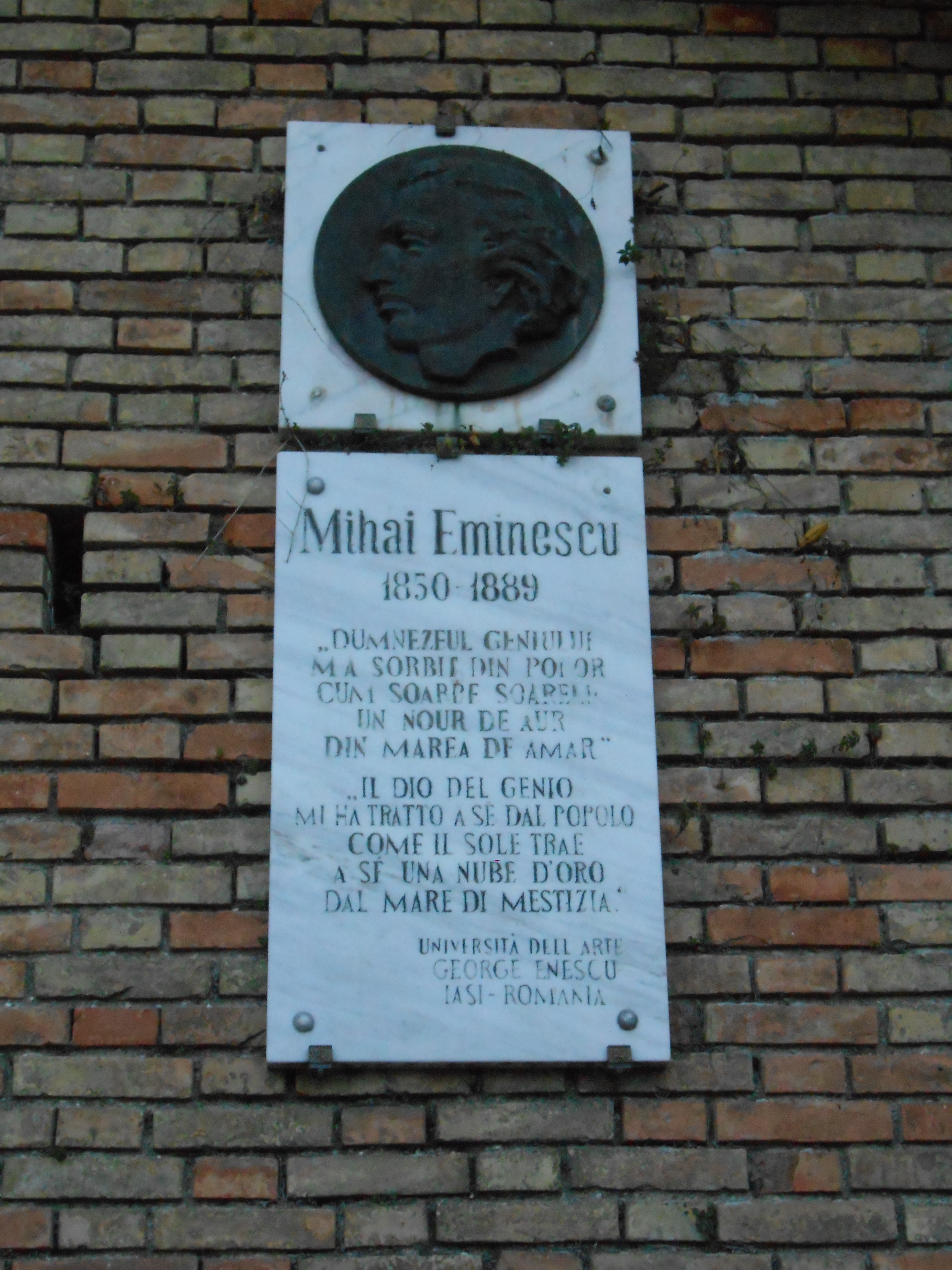
lapide a Recanati

Sono poi presenti altre affinità con altri filosofi e poeti ad esempio Arthur Schopenhauer (che lo influenzò), Kant, Schiller e Giovanni Pascoli.

### Indianismo
Eminescu coltivò da piccolo un interesse per la cultura indiana, ma la cosa iniziò a manifestarsi quando si trasferì a Berlino e come professore ebbe l'indianista Albrecht Weber, che lo avvicinò alla lingua sanscrita, traducendo il lavoro di un altro indianista in rumeno.
Iniziò a ricercare e leggere gli antichi testi induisti e anche il Bhagavad Gita, che considerava "simile ai risultati della scienza moderna", alcune delle sue opere iniziarono a incorporare elementi sia occidentali che induisti, come la poesia Kamadeva (1887), dea indiana dell'amore e desiderio e anche lo stesso Luceafărul il quale presenta riferimenti alla cosmogonia vedica.

## Opere
Lo storico romeno Nicolae Iorga, considera Eminescu come il padrino e fondatore della moderna lingua romena. Eminescu viene unanimemente celebrato come il più grande e rappresentativo dei poeti romeni. Poco conosciuto al grande pubblico fino ad alcuni anni fa, oggi Eminescu viene apprezzato in occidente e soprattutto in Italia come un grandissimo poeta e pensatore anche se molte sue opere aspettano, ancora, la traduzione.
Le sue poesie trattano di un ampio ventaglio di tematiche, dalla natura all'amore, fino alla storia e il commento sociale. I suoi primi anni spensierati vengono rievocati nelle opere più tarde con profonda nostalgia.
Le opere di Eminescu sono state tradotte in oltre 60 lingue.
Le opere più importanti e conosciute sono:
- Doina (il nome di un tipo di canzone tradizionale romena)
- Lacul (Il lago)
- Epigonii (Epigoni)
- Luceafărul (Lucifero)
- Strigoii  (I vampiri)
- Floare albastră (Fiore azzurro)
- Dorinţa (Desiderio)
- Sara pe deal (Di notte sulla collina)
- O, rămâi (Oh, rimani...)
- Scrisori (Epistole)
- Şi dacă (E se...)
- Odă (în metru antic) (Ode (in metrica antica))
- Mai am un singur dor (Mi resta un sol desiderio)
- Viaţa mea fu ziuă
- Veneţia (Venezia)
- La steaua

Prose:
- Făt-Frumos din lacrimă
- Geniu pustiu (Genio desolato)
- Sărmanul Dionis
- Cezara (Cesara).

Raccolte:
- Poems and Prose of Mihai Eminescu (editor: Kurt W. Treptow, publisher: The Center for Romanian Studies, Iași, Oxford, and Portland, 2000, ISBN 973-9432-10-7) contiene una raccolta di traduzioni in inglese della poesia e della prosa di Eminescu.